# 笠原弘子
笠原弘子（日语：／ Kasahara Hiroko，1970年2月19日—），日本女性配音員、歌手、舞台演員。尾木PRO THE NEXT所屬。身高155cm。A型血。出身於新潟縣，在東京都成長。

## 經歷
為家中的獨生女。5歲時，為了改變內向的個性，加入兒童劇團「劇團知更鳥」（後改名Group知更鳥）。小學時代以童星身分活躍，並且在NHK教育頻道的道德教育節目中，有2年固定的演出。
1983年國中2年級時，以動畫《銀河漂流華爾分》的凱蒂·皮爾森一角正式在配音界出道。因為「可以不用露臉所以不會被學校發現」的理由，國中、高中時代以配音員的工作為主。
1985年夏天高中1年級時，在音樂劇《彼得潘》出演，當時日本電視台播出由小幡洋子擔當主角的《魔法之星愛美》。高中2年級在漫畫《香檳淋浴》的形象專輯當中演唱歌曲「告白 ～愛」而以歌手身分出道。其後歷經《究極超人R》等作品，為日本華納音樂的Image Capsule系列的印象專輯演唱了許多歌曲。直到高中畢業，推出第一張個人單曲「Believe yourself Again」，同年年底更發行首張專輯，往後活躍在配音界與歌壇領域。
在那之後，她作為配音員及歌手持續活動。2003年，離開所屬多年的Group知更鳥，那時《魔法之星愛美》原班人馬小幡洋子剛退行，轉移至Y·M·O（舊名Love Live）。2005年迎接出道30週年，舉辦了晝夜共2回紀念演唱會。

## 人物
性格早熟，也是個「在家裡稱雄在外怯懦」的人，喜歡唱粉紅淑女的歌曲。
小時候自己總是裝一副天不怕地不怕的，但是看到陌生的觀眾將注意力放在電視上時，會很害怕攝影機。即使在少女時期和成年之後，上廣播節目總是會凸槌，甚至在錄音室打聲招呼或看完劇本之後，都會毫不猶豫地逃開。2017年現在這一點依然沒有改變。
到目前為止，像她這樣持續發行CD的聲優歌手很少見，其中原因乃《魔法之星愛美》小幡洋子退行，並且由於其出色的歌聲和演唱能力，被稱為「配音界的歌姬」。此外，在動畫《羅密歐的藍天》中，即使沒有作為配音員參加，卻有擔任主題曲的主唱這一事實在配音業界中是例外的。這也證明，笠原自己作為歌手有著很高的聲譽。和Group知更鳥時期的前輩富永美衣奈交情深厚，會請富永幫忙籌畫演唱會的事宜。而和知更鳥的後輩藤枝成子與坂本真綾，被合稱作「配音界的歌鴝姐妹」。然而，在歌手出道時期，知更鳥劇團的代表西村子曾私下告訴音樂界的人士「笠原因為是演員」，此時，笠原已經知道作為演員要會唱歌。2017年現在，唱歌對笠原來說，是她自己最快樂的時候，但是在少女時期和成年之後，就與工作切割了。
很羨慕富永美衣奈和小幡洋子在《魔法妖精貝露莎》和《魔法之星愛美》主演。之後笠原自己在《魔法天使甜蜜薄荷》也得到了演主演機會，那時《魔法偶像神筆由美》原班人馬志賀真理子剛剛去世，還很高興的說可以念魔法咒語了。
在富永籌畫的舞台劇「4,380圓 現金從天空而降的夏天」客串演出時，因其中短劇的需要而穿上全身的粉紅色緊身衣。當笠原知道此事後的第一句回應是「麻煩請加上裙子」，之後實際以該裝扮登場。見到此景的後輩坂本真綾的感言是「弘子姊好厲害～」。
在《究極超人R》配音之後，與音樂家山本正之交情篤厚，除了為笠原製作了首張專輯之外，笠原也在山本的專輯裡演唱個人曲與雙人曲、並且在山本的演奏會中擔任嘉賓。
在動畫、遊戲業界有許多支持者，演出作品中不少是透過製作者的請求而決定的。在擔任《魔法騎士雷阿斯》的鳳凰寺風角色後獲得許多女性的人氣支持。雖然配音過許多「個性可靠」的角色，但實際上本人頗為迷糊。

## 逸事
- 過去曾非常討厭搭飛機，不僅前往札幌的演唱會時搭乘藍色列車，甚至回絕了美國《奧美帝》活動的邀請。不過在2000年福岡的活動時，下定決心嘗試搭飛機前往，結果意外發現自己並不會害怕，從此克服了討厭飛機的問題。和東京Q Channel（日语：東京Qチャンネル）的須藤麻友美（日语：須藤まゆみ）是茶友。此外，割田康彥（日语：割田康彦）作曲、須藤作詞的許多歌曲收錄在笠原的專輯當中。
- 喜歡1990年代的第三次聲優熱潮時期，因為在那時期結識了很多人，而且她也喜歡西服，能與專業的造型師認識對她來說是一件好事。當日本仍處於泡沫經濟時期，她一直在山中湖的度假村錄音室進行錄製[6]。
- 同樣在1990年代的第三次聲優熱潮時期，得知椎名碧流和緒方惠美也會在《魔法騎士雷阿斯》跟她共演時，讓她認為「了不起」[6]。
- 由於知更鳥劇團的代表的政策，在深夜錄製時總是NG。這就是為什麼笠原在錄音時從來沒有這麼辛苦過[6]。

## 演出
粗體字表示主要角色。

### 電視動畫
1983年
- 銀河漂流拜法姆（凱蒂·皮爾森）

1988年
- 麵包超人（可可）

1990年
- 魔法天使甜蜜薄荷（薄荷[7]）

1991年
- 青澀花園（御苑生奈奈子[8]）

1992年
- 卡利麥羅 (1992年版)（露希塔）
- 妙廚老爹（間宮千香）

1993年
- 淘氣貓 喵喵三丁目 (第1期)（圓圓）
- 無責任艦長（阿薩琳）

1994年
- 淘氣貓 喵喵三丁目 (第2期)（圓圓、野貓的前飼主）
- DNA²（栗本亞美）
- 魔法騎士雷阿斯（鳳凰寺風[9]）

1995年
- 快打旋風II V（玲子）
- 爆走獵人（サンチュ）

1996年
- 浪客劍心（瑪格達莉亞小夜）

1997年
- 吸血姬美夕（有澤美峰）
- 金田一少年之事件簿（瑪莉亞·弗里德里希）
- 呱呱響叮噹（日语：ケロケロちゃいむ）（玲女王）
- 科學情人（G2）

1998年
- 白色十字架（巴櫻）
- 銀河漂流拜法姆13（凱蒂·皮爾森）
- 金田一少年之事件簿（桐澤紅子）

1999年
- 六翼天使之聲（日语：セラフィムコール）（栗本雪菜）

2000年
- 仙魔大戰2000（日语：ビックリマン2000）（徒）

2001年
- 戀愛占卜師（光之巫女）

2002年
- 真·女神轉生 惡魔之子 光之書&闇之書（亞美／橿原亞美）
- 尋找滿月（神山葉月）

2003年
- 我要上太空（鴨川今日子）
- 闇與帽子與書的旅人（瑪麗耶爾、昂）

2004年
- KURAU Phantom Memory（日语：KURAU Phantom Memory）（潔西卡）
- 御行者 AMDRIVER（日语：Get Ride! アムドライバー）（帕芙·夏依寧）

2005年
- 我愛美樂蒂（夢野鈴）
- 蟲師（真火的母親）

2006年
- 我愛美樂蒂：轉轉旋律魔法牌（夢野鈴）
- TSUBASA翼 (第2期)（天照）
- 遊☆戲☆王 怪獸之決鬥GX（羅斯公主）

2007年
- 神聖十月（母親）
- 奇幻冒險（·女）
- （乘客、女性、母親）
- 完美小姐進化論（中原須奈子的母親）

2008年
- 吸血鬼騎士 Guilty（支葵的母親）
- 虎子（上下山鬼百合）

2009年
- 料理偶像（天野聖華）

### 電影動畫
1989年
- NEMO（日语：NEMO/ニモ）（公主）

1993年
- 淘氣貓 喵喵三丁目：求求你！幫忙找小桃!!（圓圓）

2019年
- 淘氣貓 喵喵三丁目：圓圓與不可思議的石像（圓圓[10]）

### OVA
1987年
- 超獸機神斷空我 GOD BLESS DANCOUGA（蘿拉·蘇利文）
- 吹泡糖危機 PART1（辛西亞）

1988年
- 恐怖的生化人 最終教師（日语：最終教師）（白鳥雛子）

1989年
- 怪力少女（南風愛夢）
- 無限地帶23 III（凌央）

1991年
- 究極超人R（日语：究極超人あ〜る）（大戶島珊瑚）
- 超幕末少年世紀高丸（日语：超幕末少年世紀タカマル）（子天狗次郎）
- 風暴戰士ORGUN（久見·傑佛遜、米克）

1992年
- 超時空要塞II -LOVERS AGAIN-（伊絲蒂）
- 破妖之劍（日语：破妖の剣）（休萊茵）
- 帥氣女朋友（日语：ハンサムな彼女）（澤木彩）

1994年
- 誕生 ～Debut～（日语：誕生 〜Debut〜）（藤村沙織）
- 最終幻想（蕾娜女王）

1995年
- 奧美蒂III（納奧米·奧美蒂）
- DNA²（栗本亞美）

1996年
- 特務戰隊Shinesman（日语：特務戦隊シャインズマン）（笠原瞳美）

1997年
- 娃娃★愛你（日语：ベイビィ★LOVE）（有須川星亞羅）
- 魔法騎士雷阿斯（鳳凰寺風）

### 遊戲
年份不詳
- （蘿賽拉）

1992年
- 銀河飛將（史畢利特中尉）

1994年
- EMERALD DRAGON（日语：エメラルドドラゴン）（譚玲）[注 3]
- 誕生 ～Debut～（日语：誕生 〜Debut〜）（藤村沙織）
- 美少女夢工場2（女兒）[注 4]
- Monster Maker 闇之龍騎士（日语：モンスターメーカー）（露菲亞）

1995年
- 魔法騎士雷阿斯（鳳凰寺風）[注 5]
- 魔法騎士雷阿斯2nd （鳳凰寺風）

1996年
- （藤樹麻美）
- 戰國之刃（尤妮絲）
- 夢幻模擬戰3（日语：ラングリッサーIII）（露娜）

1997年
- VIRUS（日语：VIRUS）（梅樂蒂）
- 浮游大陸傳記（亞希亞·艾爾丁）
- 幻世虛構 精霊機導彈 ELEMENTAL GEARBOLT（日语：幻世虚構 精霊機導弾 ELEMENTAL GEARBOLT）（妮露）
- 天外魔境 第四默示錄（日语：天外魔境 第四の黙示録）（夕能）
- 戀之千年王國（芬奈兒·納斯塔奇烏姆）
- Photogenic（日语：フォトジェニック (ゲーム)）（北條綾乃）
- Voice Fantasia 失去了聲音的力量（芙瑞特）

1998年
- 戀愛物語 特別篇 ～戀愛與魔法的學園生活～（日语：エーベルージュ）（費爾登·馬特鄔賽斯）
- （五百藏夏樹）
- 金田一少年之事件簿2 地獄遊園殺人事件（湯森真輝）
- 永遠在一起（石塚美樹）
- 精靈召喚 ～Princess of Darkness～（日语：精霊召喚 〜プリンセス オブ ダークネス〜）（妙）
- 雙界儀（日语：双界儀）（那美姬）
- DEBUT21（日语：誕生 〜Debut〜）（藤村沙織）
- 烈火英豪（日语：バーニングレンジャー）（克里斯·帕頓）

1999年
- 悠久幻想曲3 Perpetual Blue（日语：悠久幻想曲#悠久幻想曲3 Perpetual Blue）（梅爾菲·納普）

2000年
- 對戰戀愛模擬 德里菲茲魔法學園（費爾登·馬特鄔賽斯）

2001年
- 光明騎士2（日语：グローランサーII）（阿列塔·路易斯）
- 闇影之心（庫德爾卡·伊桑特）[注 6]
- 月之翼 ～超越時空的聖戰～（日语：ルナ・ウイング 〜時を越えた聖戦〜）（希爾法納）

2002年
- Ever17 -the out of infinity-（茜崎空）[注 7]

2003年
- C.A.T ～Cyber Attack Team～（河合麗）

2004年
- 交響樂之雨（芙鈴）

2005年
- 切穿月亮 ～偵探相樂恭一郎～（日语：月は切り裂く 〜探偵 相楽恭一郎〜）（賀茂琴子）

2009年
- 虎子 交錯事件簿！（上下山鬼百合）
- 超時空要塞 邊疆王牌（日语：マクロスアルティメットフロンティア）（伊絲蒂）

2011年
- 超時空要塞三角邊疆（日语：マクロストライアングルフロンティア）（伊絲蒂）

2014年
- 音速小子&SEGA 超級巨星大賽車：變形（日语：ソニック&オールスターレーシング トランスフォームド）（克里斯·帕頓）
- 落櫻散華抄（椎名悠理[11]）

2016年
- 卡巴拉島Online ～我想成為召喚士～（白金）

2018年
- 發射吧！少女！（鳳凰寺風[12]）

2019年
- 超級機器人大戰T（鳳凰寺風）
- 女神剖析（鳳凰寺風）

### 外語配音

#### 電影
- 鬼屋小精靈（李中敏：林小樓）
- 美國心玫瑰情（安琪拉·海斯：米娜·蘇瓦麗）－TBS版
- 紐約的秋天（英语：Autumn in New York (film)）（夏綠蒂·費德林：薇諾娜·瑞德）
- 分手專家（英语：The Break-Up Artist）（布蘭妮：阿曼達・柯魯（英语：Amanda Crew））
- 古堡風雲（英语：Candleshoe）（凱西·布朗：茱蒂·福斯特）
- 一曲相思情未了（英语：The Fabulous Baker Boys）（妮娜：埃利·拉布）－東京電視台版
- 禁忌驚魂夜（英语：Poison Ivy: The New Seduction）（喬伊·葛瑞兒：梅根·愛德華）
- 重返奧茲國（英语：Return to Oz）（桃樂絲·蓋爾：費露莎·芭克（英语：Fairuza Balk））－劇院公映版本（Pony Canyon、萬代）
- 羅馬假期（安公主：奧黛麗·赫本）－TBS版（1992年播出）
- 晶兵總動員（克莉絲·芬波：克斯汀·鄧斯特）－VHS版
- 白雪公主：恐怖故事（英语：Snow White: A Tale of Terror）（莉莉·霍夫曼：莫妮卡·基納（英语：Monica Keena））
- 征服偶像（英语：Win a Date with Tad Hamilton!）（羅莎莉·伏：凱特·伯斯沃斯）
- 威洛比山莊的狼（英语：The Wolves of Willoughby Chase (film)）（西維亞）

#### 電視影集
- 冰雪女王 (2005年BBC電視影集)（葛妲）
- 鐵達尼號 (1996年CBC電視影集)（乘客歐莎）－NHK綜合版

### 廣播節目
- 笠原弘子的再來一份自由（短波電台、AM KOBE、茨城放送、栃木放送）
- 笠原弘子My Prayer （短波電台）
- YAG VOICE VOYAGE（FM富士（日语：エフエム富士））
- Anime Trial Theater 【「SUPER ANIGAME HIT TOP10（日语：岩男潤子と荘口彰久のスーパーアニメガヒットTOP10#アニガメパラダイス）」內】（日本放送、西日本放送、四國放送）
- AMUSEMENT PARTY FIRST AVENUE（TBS廣播）
- KEY COFFEE METROPOLITAN CAFE【「WEEK END CONNECTION」内】（J-WAVE）[注 8]

### 廣播劇CD
- CD劇場 勇者鬥惡龍I（日语：CDシアター ドラゴンクエスト）（蘿拉公主）
- CD有聲書「Photogenic（日语：フォトジェニック (ゲーム)）」（北條綾乃）
- Ever17 廣播劇CD「2035」（茜崎空）
- 白色十字架 Dramatic Precious（巴櫻）
- 光明騎士2（日语：グローランサーII）（艾列塔·路易斯、庫爾特）
- （蒲公英）
- 悠久幻想曲（日语：悠久幻想曲）（梅爾菲·納普）
- 悠久組曲 All Star Project（梅爾菲·納普）
- （半井汀）
- 天使的護衛（櫻澤都）
- Z MAN（日语：Z MAN）
- 彩虹世紀雪拉音（香川梨繪）
- （特米亞）
- 究極超人R（日语：究極超人あ〜る） Vol.1－3（大戶島珊瑚）
- 未來放浪加爾汀 大歌劇（日语：未来放浪ガルディーン）（潛水艦珊瑚礁。俗稱”小珊瑚”）
- Monster Maker（日语：モンスターメーカー） 廣播劇CD （露菲亞）
- （Multi-2號）
- 第一次當Anime店長（日语：アニメ店長）（Multi）
- （前野順子）
- 淘氣小親親（相原琴子）

### 廣播劇
- EMERALD DRAGON（日语：エメラルドドラゴン）（塔木琳）
- （須藤沙由梨）
- 銀河巡警 透鏡人（克萊莉莎·麥道格）

### 電視劇
- （1975年－1976年：NHK教育）
- 伊呂波的"伊"（日语：いろはの"い"）（1976年：日本電視網）
- 連續電視小說（1978年：NHK綜合）大澤千代（幼少時期）
- POLA電視小說（日语：ポーラテレビ小説）（TBS電視網）
  - 『橋』（1978年）
  - 『車』（1981年）澤田時子
- 少年電視劇系列（日语：少年ドラマシリーズ）『家族天氣圖』（1980年：NHK綜合）

### 舞台
- 彼得潘（日语：ピーター・パン (ミュージカル)） 溫蒂的孩子
- （1998年：博品館劇場）玲女王
- 4,380圓 現金從天空而降的夏天（2001年：Theatre sunmall（日语：シアターサンモール））井出圓
- Mass JACK SHOW Vol.3 （2002年：THEATER/TOPS）
- MOTHER ～This is Love.～（2003年：東京藝術劇場小廳2）
- 搖滾音樂劇『BLEACH』No Clouds in the Blue Heavens（2007年：日本青年館大廳、兵庫縣立藝術文化中心（日语：兵庫県立芸術文化センター）中廳）卯之花烈
- ROCK MUSICAL BLEACH DX（2008年：新宿KOMA劇場）卯之花烈

## 音樂作品

### 單曲
| 枚數                     | 發行日期           | 單曲名稱（日文名稱）           | 規格編號                         | 備註               | Oricon最高排名     |
| 華納先鋒／華納兄弟       | 華納先鋒／華納兄弟 | 華納先鋒／華納兄弟             | 華納先鋒／華納兄弟               | 華納先鋒／華納兄弟 | 華納先鋒／華納兄弟 |
| ------------------------ | ------------------ | ------------------------------ | -------------------------------- | ------------------ | ------------------ |
| 1st                      | 1988年7月25日      | Believe yourself Again         | ？                               | K-1570             | －                 |
| 1st                      | 1988年7月25日      | Believe yourself Again         | ？                               | 10SL-31            | －                 |
| 2nd                      | 1989年9月25日      | Assemble Insert（アッセンブル·インサート）            | 帽子                             | 10L3-4110          | －                 |
| 3rd                      | 1990年3月25日      | 異邦人'90                      | 駱駝眠                           | WPDL-4147          | －                 |
| 東芝EMI／FUTURE LAND     |                    |                                |                                  |                    |                    |
| 4th                      | 1990年7月11日      | 不可思議國度的甜蜜薄荷（不思議の国のスイートミント）     | 薄荷夢旅行（ミントの夢旅行）                   | TYDY-2029          | －                 |
| VAP                      |                    |                                |                                  |                    |                    |
| 5th                      | 1990年8月21日      | ～緊急進～                     | 確率                             | VPDG-20379         | 第25名             |
| 華納先鋒／華納兄弟       |                    |                                |                                  |                    |                    |
| 6th                      | 1990年9月25日      | 雨聲是蕭邦的調子'90（雨音はショパンの調べ）        | CHRISTMAS SONG TO YOU            | WPDL-4177          | －                 |
| 華納先鋒／華納兄弟       |                    |                                |                                  |                    |                    |
| 7th                      | 1991年3月10日      | Distance                       | 涉谷北口狂想曲（渋谷北口ラプソディ）               | WPDL-4218          | －                 |
| 8th                      | 1991年10月25日     | 戀愛NO RETURN!!（NO RETURN!!） | 白中                             | WPDL-4260          | －                 |
| 9th                      | 1992年5月25日      | HE·RO·I·NE（ヒ·ロ·イ·ン）                 | 風之異邦人 (Étranger)（風の異邦人 (エトランゼ)）        | WPDL-4295          | －                 |
| 勝利音樂產業             |                    |                                |                                  |                    |                    |
| 10th                     | 1992年11月21日     | 再一次愛你（ Love you）        | 約束                             | VIDL-10298         | －                 |
| 先鋒LDC                  |                    |                                |                                  |                    |                    |
| 11th                     | 1993年2月25日      | 降雨                           |                                  | PIDA-1001          | －                 |
| WEA日本                  |                    |                                |                                  |                    |                    |
| 12th                     | 1994年5月25日      | 重要的休息日（大切な休日）               | 特別的早晨（特別な朝）                   | WPD6-9003          | －                 |
| 13th                     | 1995年2月25日      | 向著天空…（…）                 | Si Si Ciao ～丘～                | WPD6-9037          | 第62名             |
| Datam Polystar           |                    |                                |                                  |                    |                    |
| 14th                     | 1995年6月25日      | 五雫                           | 約束旅                           | DPDX-5017          | －                 |
| 15th                     | 1995年7月26日      | 甦醒的傳說（甦える伝説）                 | 輝記憶中…                        | DPDX-5018          | －                 |
| WEA日本                  |                    |                                |                                  |                    |                    |
| 16th                     | 1995年12月21日     | 迎向天空…/風之輪舞曲（空へ…/風の輪舞曲）       |                                  | WPC6-8167          | 第91名             |
| 17th                     | 1996年10月10日     | AYASHII（アヤシイ）                    | 本私逢                           |                    |                    |
| 18th                     | 1997年4月10日      | 夜泣                           | 約束                             | WPD6-9127          | 第93名             |
| PolyGram                 |                    |                                |                                  |                    |                    |
| 19th                     | 1997年9月10日      | 夢渚 ～The Silent Service～    | 特別涙                           | PODX-1030          | －                 |
| 先鋒LDC                  |                    |                                |                                  |                    |                    |
| 20th                     | 1997年12月17日     | 娃娃☆愛你（☆LOVE）             | 休                               | PIDA-1041          |                    |
| 德間日本傳播／Animage    |                    |                                |                                  |                    |                    |
| 21st                     | 1998年1月21日      | STAND THE NIGHT                | MY PRAYER                        | TKDA-71313         | －                 |
| 22nd                     | 1998年7月23日      | key of fortune                 | 光見                             | TKCA-71412         | －                 |
| 23rd                     | 2000年8月23日      | Wing for love                  | 名為希望的神話（希望という名の神話）               | TKDA-71859         | －                 |
| purple hills record      |                    |                                |                                  |                    |                    |
| 24th                     | 2000年10月18日     | 再來一份自由（おかわり自由）               | 在夢中再來一份（おかわりは夢の中に）               | AKCJ-81000         | －                 |
| Bella Baux Entertainment |                    |                                |                                  |                    |                    |
| 25th                     | 2001年1月24日      | 間私                           | 町人風情                         | BXDA-2002          | －                 |
| 25th                     | 2001年1月24日      | 間私                           | 笑                               | BXDA-2002          | －                 |
| purple hills record      |                    |                                |                                  |                    |                    |
| 26th                     | 2001年2月21日      | 幸福的再來一份（しあわせのおかわり）             | 再來一份的幸福（おかわりのしあわせ）               | AKCJ-81001         | －                 |
| 27th                     | 2001年7月11日      | 夜食約束                       | 人生好食堂                       | AKCJ-81002         | －                 |
| 28th                     | 2001年9月19日      | 新風（新しい風）                       | yes I do                         | AKCJ-81004         | －                 |
| 29th                     | 2001年10月11日     | 啊～啊（あ～ぁ）                     | 搖搖晃晃（ゆらゆら）                     | AKCJ-81005         | －                 |
| 30th                     | 2002年3月13日      | Ka·wa·ri                       | 古老筆記（古い手帳）                     | AKCJ-81007         | －                 |
| 31st                     | 2002年7月17日      | 再來一份吉日（おかわり吉日）               | 肩引                             | AKCJ-81008         | －                 |
| Frontier Works           |                    |                                |                                  |                    |                    |
| 32nd                     | 2004年8月25日      | Feel on the wind.              | 遠空（遠い空）                         | FCCM-34            | 第82名             |
| POST POP RECORD          |                    |                                |                                  |                    |                    |
| 33rd                     | 2018年1月24日      | 獨自生活的小學生（ひとり暮らしの小学生）           | UMA方                            | PPR-001            | －                 |
| 34th                     | 2018年7月18日      | Tama&Friends                   | Tama&Friends (笠原弘子×福島清香) | PPR-002            | －                 |

### 專輯
- 輝 1988年12月21日發行（數位修復復刻版 2007年12月19日發行）
- Cafe Paradise 1989年12月21日發行（數位修復復刻版 2007年12月19日發行）
- （南風）1990年3月25日發行
- Semi-Precious Stone 1990年10月25日發行（數位修復復刻版 2007年12月19日發行）
- Caroling 1990年11月28日發行
- MY BEST FRIENDS 1991年4月10日發行
- 愛性理論 ～Part 1～ 1991年11月10日發行（數位修復復刻版 2007年12月19日發行）
- 遠夏休日 1992年6月25日發行（數位修復復刻版 2007年12月19日發行）
- MEMORIES ~THE BEST SELLECTION~ 1992年11月17日發行
- L'EXPRESS FANTAISIE 1993年4月24日發行
- Nature 1993年7月10日發行
- 1994年6月25日發行
- MADRIGAL 1994年12月7日發行
- Saga 1996年3月6日發行
- 本私 1996年11月10日發行
- Siesta 1997年6月25日發行
- MyPrayer 1998年7月23日發行
- Nostalgia 1998年11月5日發行
- Our Favorite Things ～MyPrayer Vol.2～ 1998年12月9日發行
- piece of heart ～MyPrayer Vol.3～ 1999年4月21日發行
- aria 1999年10月1日發行
- ONE plus ONE ～MyPrayer Vol.4～ 1999年11月25日發行
- NEO DECADENCE 2000年1月26日發行
- 再來一份自由 2001年3月22日發行
- 2001年11月14日發行
- 2002年11月27日發行
- Re-vuelta 2003年3月21日發行
- BUTTERFLY 2003年10月29日發行

### 迷你專輯
| 枚數 | 發行日期       | 專輯名稱            | 規格編號 | Oricon最高排名 |
| ---- | -------------- | ------------------- | -------- | -------------- |
| 1st  | 1990年11月28日 | Caroling            |          | ？             |
| 2nd  | 2004年9月1日   | Holy Chain ～聖鎖～ |          |                |
| 3rd  | 2005年9月22日  | HK                  |          |                |

### 精選專輯
- Memories ～The Best Selection～ 1992年11月10日發行
- Memories II ～The Best Selection～ 1995年10月25日發行
- Memories III ～The Best Selection～ 1997年11月25日發行 [注 9]
- hiroko kasahara super best Warner 30th Anniversary Box 2000年11月22日發行
- BBB ～Best of Bella Beaux～ 2004年4月23日發行
- Hiroko Kasahara 1987－1998 2017年4月26日發行

### LIVE專輯
- Precious Time LIVE at THE THEATER SUNMALL '94 1995年1月25日發行
- Tea For Me Acoustic Live '95 1996年1月25日發行
- THANKS ～真夏之夢～ 1997年7月25日發行
- TAKE THE "K" TRAIN AKASAKA BLITZ LIVE 1997年10月22日發行
- Feel Happy Together 1999 1999年2月24日發行
- COOL DECADENCE 2000年6月9日發行

### 概念專輯
- 五 1996年3月1日發行
- 笠原弘子的再來一份自由 廣播專輯 2001年9月27日發行
- Birthday Disc Vol.9 Pisces（魚座）2002年2月20日發行

### 影像作品
- 笠原弘子Caroling ～THE MOVIE～ [VHS、LD：1991年11月10日發行]
- FIRST KISS [VHS、LD：1992年2月10日發行]
- Mind Gallery [VHS、LD：1993年8月10日發行]
- 落書 [VHS：1993年12月10日發行]
- HIROKO LD COLLECTION [LD：1994年11月10日發行]
- Precious Time 1 [VHS、LD：1995年2月25日發行]
- Precious Time 2 [VHS、LD：1995年2月25日發行]
- Tea For Me Accoustic Live '95 [VHS、LD：1996年2月25日發行]
- 落書2 [VHS：1996年12月21日發行]
- 聲優白書Vol.10「笠原弘子 breath」 [VHS、LD：1997年1月25日發行]
- THANKS [VHS、LD：1997年10月25日發行]
- TAKE THE "K" TRAIN ～AKASAKA BLITZ LIVE～ [VHS、LD：1997年11月26日發行、DVD：2000年3月24日發行]
- HIROKO LD COLLECTION 2 [LD：1998年11月15日發行]
- Feel Happy Together 1999 [VHS、LD：1999年3月25日發行]
- DECADENT VIDEO DELUXE ～HIROKO花～ [DVD：2000年5月24日發行]
- BETTERFLY [DVD：2003年12月10日發行]

### 歌手參加樂曲
| 發行日期      | 商品名稱                | 名義     | 曲名 | 備註                         |
| ------------- | ----------------------- | -------- | ---- | ---------------------------- |
| 1987年9月25日 | 優&魅衣 形象專輯        | 笠原弘子 | 「」 | 漫畫《優&魅衣》形象歌曲      |
| ？            | 天空色的旋律 形象歌曲集 | 笠原弘子 | 「」 | 漫畫《天空色的旋律》形象歌曲 |

### 其它參加樂曲
| 發行日期      | 商品名稱                                         | 名義                        | 曲名                         | 備註                       |
| ------------- | ------------------------------------------------ | --------------------------- | ---------------------------- | -------------------------- |
| 2009年6月17日 | 今剛「2nd ALBUM」                                | 寺尾聰、笠原弘子、Mark Cass | 「Full Moon, Empty Highway」 |                            |
| 2009年6月17日 | 今剛「2nd ALBUM」                                | 笠原弘子                    | 「Sakura」                   |                            |
| 2011年2月9日  | MAGICAL ANGEL CREAMY MAMI official tribute ALBUM | 笠原弘子                    | 「囁 -Je t'aime-」           | 《魔法小天使》官方致敬專輯 |

### 商業搭配
| 樂曲                        | 商業搭配                                                         |
| --------------------------- | ---------------------------------------------------------------- |
| Believe yourself Again      | 結城正美原作《機動警察》形象歌曲                                 |
| Assemble Insert             | OVA《怪力少女》片頭主題曲                                        |
|                             | OVA《怪力少女》片尾主題曲                                        |
| 不可思議國度的甜蜜薄荷      | 東京電視台電視動畫《魔法天使甜蜜薄荷》片頭主題曲                 |
| 薄荷夢旅行                  | 東京電視台電視動畫《魔法天使甜蜜薄荷》片尾主題曲                 |
| Distance                    | 松竹OVA《Wizardry》主題歌曲                                      |
| 再一次愛你                  | OVA《超時空要塞II -LOVERS AGAIN-》劇中插入歌曲                   |
| 約束                        | OVA《超時空要塞II -LOVERS AGAIN-》片尾主題曲                     |
| 約束                        | 代代木動畫學院'97春季戶外活動主題曲                              |
| 降雨                        | OVA《綠洲傳說》片尾主題曲                                        |
| 重要的休息日                | 讀賣電視台、日本電視台全國情報綜藝節目《沒有教你的事》片尾主題曲 |
| 向著天空…                   | 富士電視台世界名作劇場電視動畫《羅密歐的藍天》片頭主題曲         |
| Si Si Ciao ～丘～           | 富士電視台世界名作劇場電視動畫《羅密歐的藍天》片尾主題曲         |
| 五雫                        | 廣播劇CD《EMERALD DRAGON》片尾主題曲                             |
| 甦醒的傳說                  | 《EMERALD DRAGON》形象歌曲                                       |
| AYASHII                     | 代代木動畫學院 宣傳形象歌曲                                      |
| 夜泣                        | Sega Saturn遊戲《QUOVADIS 2 ～惑星強襲奧凡·雷～》片尾主題曲      |
| 夢渚 ～The Silent Service～ | OVA《沉默的艦隊》主題歌曲                                        |
| 娃娃☆愛你                   | 集英社RibonOVA《娃娃★愛你》主題歌                                |
| STAND THE NIGHT             | 廣播劇《銀河巡警 透鏡人》片頭主題曲                              |
| MY PRAYER                   | 廣播劇《銀河巡警 透鏡人》片頭主題曲                              |
| key of fortune              | PlayStation遊戲《精靈召喚 ～Princess of Darkness～》片頭主題曲   |
| 光見                        | PlayStation遊戲《精靈召喚 ～Princess of Darkness～》片頭主題曲   |
| Wing for love               | PlayStation遊戲《月之翼 ～超越時空的聖戰～》片頭主題曲           |
| 名為希望的神話              | PlayStation遊戲《精靈召喚 ～Princess of Darkness～》片尾主題曲   |
| 再來一份自由                | 關西電台節目《笠原弘子的再來一份自由》主題歌曲                   |
| 幸福的再來一份              | 關西電台節目《笠原弘子的再來一份自由》主題歌曲                   |
| 再來一份的幸福              | 關西電台節目《笠原弘子的再來一份自由》主題歌曲                   |
| 夜食約束                    | 關西電台節目《笠原弘子的再來一份自由》主題歌曲                   |
| 人生好食堂                  | 關西電台節目《笠原弘子的再來一份自由》主題歌曲                   |
| 新風                        | PlayStation 2遊戲《光明騎士2》片尾主題曲                         |
| 啊～啊                      | 關西電台節目《笠原弘子的再來一份自由》主題歌曲                   |
| 搖搖晃晃吉日                | 關西電台節目《笠原弘子的再來一份自由》主題歌曲                   |
| Ka·wa·ri                    | 關西電台節目《笠原弘子的再來一份自由》主題歌曲                   |
| 古老筆記                    | 關西電台節目《笠原弘子的再來一份自由》主題歌曲                   |
| 再來一份吉日                | 關西電台節目《笠原弘子的再來一份自由》主題歌曲                   |
| 肩引                        | 關西電台節目《笠原弘子的再來一份自由》主題歌曲                   |
| Feel on the wind.           | 電視動畫《Wind -a breath of heart-》片頭主題曲                   |
| 獨自生活的小學生            | 電視動畫《獨自生活的小學生》片頭主題曲                           |
| Tama&Friends                | 電視動畫《淘氣貓 喵喵三丁目2016》片頭主題曲                      |

### 角色歌曲
1995年
- 魔法騎士雷阿斯 形象歌曲 莫歌拿的畫圖歌（日语：魔法騎士レイアース イメージソング#モコナの絵かきうた）（3月25日）
- 魔法騎士雷阿斯 形象歌曲 微風奏鳴曲（日语：魔法騎士レイアース イメージソング#そよ風のソナチネ）（6月25日）
- 魔法騎士雷阿斯 形象歌曲 少女們啊，要胸懷大志啊！（日语：魔法騎士レイアース イメージソング#少女よ、大志を抱け!）（7月15日）
- 魔法騎士雷阿斯 形象歌曲 莫歌拿的PPPNP（日语：魔法騎士レイアース イメージソング#モコナ音頭でぷぷぷのぷ）（7月26日）
- 魔法騎士雷阿斯 Original Song Book（日语：魔法騎士レイアース Original Song Book）（9月20日）
- 魔法騎士雷阿斯 形象歌曲 聖夜的天使們（日语：魔法騎士レイアース イメージソング#聖夜の天使たち）（12月1日）

1996年
- 魔法騎士雷阿斯 Original Song Book 2（日语：魔法騎士レイアース Original Song Book#VOL.2）（1月1日）

1997年
- 魔法騎士雷阿斯 Best Song Book（日语：魔法騎士レイアース Best Song Book）（1月10日）
- With Rayearth（日语：With Rayearth）（11月24日）
- 魔法騎士雷阿斯 EXTRA 獅堂光特別篇（日语：魔法騎士レイアース EXTRA#獅堂光スペシャル）（12月17日）
- 魔法騎士雷阿斯 EXTRA 莫歌拿特別篇（日语：魔法騎士レイアース EXTRA#モコナスペシャル）（12月17日）
- 悠久幻想曲3 ～Perpetual Blue～ 加大單曲精選輯 Vol.7（2000年8月23日）
- Ever17 單曲精選輯 Action:2 茜崎空（2003年2月19日）
- 交響樂之雨 演唱專輯『RAINBOW』（2004年5月26日）

## 書籍
- 寫真&隨筆集（1990年，角川書店刊）
- 寫真&隨筆集イ「36.5℃」（1995年，Movic（日语：ムービック）刊）
- 寫真集「GRADATION」 （1998年，Movic刊）

## 戶外活動

### 演奏會、LIVE演唱會
1989年
- 笠原弘子第一場演奏會（1月22日：東京日法會館／2月5日：大阪心齋橋Muse Hall）

1991年
- For My Best Friends（8月8日：東京原宿RUIDO）
- FIRST KISS（11月3日：大阪Muse Hall／1991年11月10日：東京TOKYO FM HALL）

1993年
- RUIDO 1993（4月3日：原宿RUIDO）

1994年
- HIROKO KASAHARA CONCERT'94「…」（10月1、2日：Theatre sunmall（日语：シアターサンモール））

1995年
- Memories'95 AUTUMN CONCERT（10月7日：名古屋港彎會館／10月29日：大阪厚生年金會館中廳；10月29日：R'n HALL）

1996年
- （12月20日：二子玉川Arena Hall）
- '96 「本私」（12月21日：御堂會館／12月25日：九段會館）

1997年
- LIVE ACT SPECIAL（8月14日：赤坂BLITZ）
- Memories III 發行紀念TALK&LIVE（11月29日：心齋橋CLUB QUATTRO／12月1日：涉谷CLUB QUATTRO／12月4日：名古屋CLUB QUATTRO）

1998年
- THE MOST PRECIOUS THING（5月23日：札幌工廠會館／5月30日：大阪千里協榮會館／6月7日：東京朝日生命會館／6月13日：福岡瓦斯會館／6月20日：名古屋TELEPIA HALL）

1999年
- FEEL HAPPY TOGETHER '99（1月10日：Mielparque大阪／1月23日：Mielparque東京）
- 笠原弘子LIVE「Nostalgia」（3月20日：涉谷CLUB QUATTRO）
- Concert 1999 Spring ～LIVE My Prayer～（5月9日：原宿Quest Hall）
- Fortune Cookie（12月5日：涉谷CLUB QUATTRO）

2000年
- St.Valentine's Day LIVE「NEO DECADENCE」（2月14日：涉谷CLUB QUATTRO）
- 冥王星（7月2日：涉谷CLUB QUATTRO）

2001年
- 水玉（3月18日：涉谷CLUB QUATTRO）
- LIVE「幸福的再來一份」（10月8日：涉谷CLUB QUATTRO）

2002年
- ☆☆☆ ～Birthday Party決行（2月21日：涉谷7th FLOOR 1部、2部）
- LIVE TOUR「Q」（10月12日：廣島CLUB QUATTRO／10月14日：心齋橋CLUB QUATTRO／11月6日：涉谷CLUB QUATTRO）

2003年
- 蝴蝶發行紀念發行倒數計時LIVE（9月23日：涉谷7th FLOOR（日语：Shibuya O-WEST） 1部、2部）

2005年
- HappyHappyParty（3月13日：L@N AKASAKA 1部、2部）
- Hiroko Kasahara anniversary concert ～石10年×3～（2005年9月24日：TOKYO FM HALL 1部、2部）

2007年
- Hirocomotion 2007 scenel -七夕祭-（7月7日：高田馬場ESP學園本館會館）

2009年
- 笠原弘子★（2月14日：田町 studioCube326 4F 1部、2部）

2015年
- 笠原弘子（12月25日：渋谷 TAKE OFF 7）

2016年
- 笠原弘子 Xmas （12月24日：涉谷 TAKE OFF 7）

2017年
- 笠原弘子 歌手（6月25日：涉谷 TAKE OFF 7）
- 笠原弘子 （12月24日：涉谷 TAKE OFF 7）

### 粉絲俱樂部活動
- （2005.08.06 東京灣周遊～隅田川Cruise船上晚會活動）
- 2006（2006.08.05 同上）
- 2008（2008.08.23 同上）
- 2009（2009.09.12 同上）粉絲俱樂部提前接待後，可已進行提供一般接待。
- 2010（2010.09.18 同上）粉絲俱樂部結束後，將進行一般的戶外活動。

### 聖誕晚會秀
- 1999年12月22～23日（AGNES HOTEL輕井澤）
- 2000年12月24～25日（同上）
- 2001年12月22～23日（同上）
- 2002年12月22～23日（同上）
- 2003年12月20～21日（同上）
- 2004年12月18～19日（同上）
- 2005年12月23日（AGNES HOTEL東京）
- 2006年12月9日（同上）
- 2007年12月24日（大學生協會館VERSITY HALL）

## 腳註

## 外部連結
- 尾木PRO THE NEXT公式官網的聲優簡介 （页面存档备份，存于） （日語）
- （日語）－笠原弘子的官方個人部落格。
- 笠原弘子Official Site （日語）－笠原弘子的官方個人網站。